# Trevor Rogers
Trevor Rogers (Carlsbad, Nuevo México, 13 de noviembre de 1997) es un jugador profesional estadounidense de béisbol que se desempeña en la posición de lanzador en Miami Marlins, equipo de las Grandes Ligas de Béisbol (MLB).

## Carrera
Fue seleccionado en la primera ronda en el Draft de la MLB de 2017. En 2020 hizo su debut profesional con el equipo Miami Marlins, donde lleva jugando cinco temporadas.